# Hymn of the Seventh Galaxy
《Hymn of the Seventh Galaxy》는 미국의 재즈 퓨전 밴드 리턴 투 포에버의 세 번째 스튜디오 음반이다. 1973년 10월, 폴리도르 레코드에 의해 발매되었다. 플로라 푸림, 조 파렐, 아이르투 모레이라는 드러머 레니 화이트와 기타리스트 빌 코너스로 대체되었다. 이 음반은 빌 코너스가 기타리스트로 참여한 유일한 음반이 될 것이고, 그는 발매 후 떠났고 알 디 메올라로 대체되었다.

## 배경
록과 펑크를 바탕으로, 이 음반은 리턴 투 포에버의 이전 음반보다 전기 악기를 더 강조했다. 스탠리 클라크는 음반을 위해 한 곡을 기부했고, 칙 코리아는 나머지 곡을 썼다. 코리아는 주로 일렉트릭 피아노와 오르간에 의존했다.

## 평가
| 전문가 평가                          | 전문가 평가 |
| 평가 점수                            | 평가 점수   |
| 출처                                 | 점수        |
| ------------------------------------ | ----------- |
| AllMusic                             | [ 1 ]       |
| Christgau's Record Guide             | B           |
| Creem                                | B           |
| The Rolling Stone Jazz Record Guide  | [ 5 ]       |
| The Penguin Guide to Jazz Recordings | [ 6 ]       |

올뮤직의 대니얼 지오프레는 "《Hymn of the Seventh Galaxy》를 70년대 퓨전의 필수적인 디스크로 표시하는 것은 작곡의 질"이라고 썼다.

## 곡 목록
모든 곡들은 특별한 언급이 없는 한 칙 코리아에 의해 작곡하였다.
| #  | 제목                           | 작곡          | 재생 시간 |
| -- | ------------------------------ | ------------- | --------- |
| 1. | 〈Hymn of the Seventh Galaxy〉 |               | 3:31      |
| 2. | 〈After the Cosmic Rain〉      | 스탠리 클라크 | 8:25      |
| 3. | 〈Captain Señor Mouse〉        |               | 9:01      |

| #  | 제목                        | 재생 시간 |
| -- | --------------------------- | --------- |
| 4. | 〈Theme to the Mothership〉 | 8:49      |
| 5. | 〈Space Circus, parts 1-2〉 | 5:42      |
| 6. | 〈The Game Maker〉          | 6:46      |